# Giacinto Rossi (organaro)
Giacinto Rossi (de Rubeis) (San Martino Paravanico, 6 febbraio 1724 – San Martino Paravanico, 18 dicembre 1796) è stato un organaro italiano.

## Biografia
Nacque da Giovanni Gerolamo Rossi e da Laura (non è noto il cognome) nella Ca' de Rossi, una borgata risalente ai secoli XV-XVI, situata lungo la strada provinciale n. 4 per i Piani di Praglia. Nulla si conosce degli anni giovanili; si sa solo che fu avviato alla carriera ecclesiastica, presumibilmente nel Seminario di Genova.
In Genova dovette certamente apprendere l'arte organaria, forse presso lo sconosciuto artigiano di cui furono probabilmente allievi anche Giuseppe Corsi e Filippo Piccaluga, di poco più anziani, essendo nati rispettivamente nel 1713 ca. e nel 1719. Del tutto priva di fondamento  - alla luce degli studi più recenti - è l'affermazione del Casalis, poi ripresa da altri, secondo il quale il Rossi «non ebbe maestro».
Le agiate condizioni economiche gli permisero di vivere senza alcun incarico ecclesiastico o cura, esercitando solo l'arte organaria ed occupandosi dell'amministrazione dei suoi beni.
Nella Ca' de Rossi aveva la sua abitazione, tuttora esistente seppure con qualche trasformazione, con annessa cappella e laboratorio. Nelle vicinanze disponeva anche di una segheria ad acqua di sua proprietà. Da lì gli organi venivano trasportati in casse al porto di Sampierdarena, per l'eventuale imbarco.
Tre anni prima della morte, il 28 maggio 1793, aveva fatto testamento, disponendo dei suoi beni e istituendo una cappellania perpetua, esprimendo inoltre la volontà di essere inumato a Paravanico nella Chiesa di San Martino (Ceranesi), cappella di San Nicola da Tolentino, con «accompagnamento di Religiosi [...] che non siano della Compagnia de' Preti». Sulla balaustra (lato interno) della stessa cappella si legge l'iscrizione seguente: «R. HYACINTHUS DE RUBEIS IPSE SOLUS 1770».
Un suo probabile ritratto è dipinto sulla portella sinistra dell'organo dell'Oratorio di San Giovanni Battista (Pieve di Teco) (Imperia), 1758-63.

### L'attività organaria
I ritrovamenti archivistici hanno messo in luce un'attività continuativa di circa un cinquantennio del Rossi che conferma così la stima approssimativa dei suoi organi: «oltre trenta», secondo il Casalis; «fino a 46 ed uno di questi per la Spagna», secondo Giuseppe Boggiano (1839-1891), prevosto di S. Martino Paravanico, che ottenne le informazioni da un pronipote del Rossi. Tale attività era estesa al Genovesato, in particolare nelle valli Polcevera e Scrivia, nel Savonese, nell'Imperiese e in Spagna (in località sconosciuta).
I primi lavori dovrebbero situarsi intorno agli anni cinquanta del Settecento, mentre il più antico contratto finora ritrovato è del 1758.
Giacinto Rossi doveva certamente avere qualche collaboratore, ma ci è noto soltanto il nipote Giacomo (figlio del fratello Giovanni Battista) al quale nel testamento lascerà gli attrezzi da lavoro, nel caso avesse voluto continuare l'attività: «Dichiaro che di quelli ferramenti ed ordigni che sono nella casa ove abito, servibili per fabricar organi, e misure di essi, e suoi scomparti, qualora il reverendo Giacomo Rossi di Giovanni Battista mio nipote se ne volesse servire per far organi, possa liberamente averne l'usofrutto». Non sembra però che il nipote abbia proseguito l'attività dello zio.
Dell'attività organaria del Rossi, l'unico strumento integro sembra essere quello di Prarolo di Isola del Cantone (Genova) proveniente dalla Parrocchiale di Campomorone. L'organi della Parrocchiale di San Martino Paravanico, trasferito in frazione Caffarella nel 1896, conserva parte consistente del materiale fonico, il somiere e la cassa, mentre lo strumento della Parrocchiale di Mele (Italia) è stato oggetto di un recente restauro. Di altri strumenti rimangono soltanto le casse e le facciate, spesso caratterizzate dalla presenza di due campate molto strette, interposte alle tre maggiori: una caratteristica che contraddistingue i prospetti del Rossi da quelli degli altri suoi colleghi liguri.
Non si può escludere, inoltre, che l'attività del Rossi fosse estesa ai clavicembali ed ai claviorgani. Nel testamento di un suo nipote, omonimo e sacerdote, (figlio di un altro fratello, Giuseppe), morto nella sua abitazione a Ca' de Rossi, il 28 settembre 1804, si legge infatti: «Item voglio che mio fratello Giacomo consegni a P.e Giacomo Rossi mio cugino l'organetto, che è sotto il cembalo da ritenerselo in proprietà».